# Communauté d'agglomération de l'espace sud de la Martinique
La communauté d'agglomération de l'espace sud de la Martinique (CAESM), également appelée « Espace Sud Martinique », est un établissement public de coopération intercommunale à fiscalité propre français ayant la forme juridique d’une communauté d’agglomération, situé dans la collectivité territoriale unique de la Martinique.

## Historique
L'intercommunalité est créée par l’arrêté préfectoral no 04-39-32 du 29 décembre 2004 portant sur la création de la communauté d’agglomération de l’espace sud de la Martinique, prenant effet le lendemain. Elle succède à la communauté de communes du Sud créée le 30 décembre 2000.

## Territoire communautaire

### Composition
La communauté d'agglomération est composée des 12 communes suivantes :

| Nom                   | Code Insee | Gentilé         | Superficie (km2) | Population (dernière pop. légale) | Densité (hab./km2) |
| --------------------- | ---------- | --------------- | ---------------- | --------------------------------- | ------------------ |
| Rivière-Salée (siège) | 97221      | Saléens         | 39,38            | 11 818 (2022)                     | 300                |
| Les Anses-d'Arlet     | 97202      | Arlésiens       | 25,92            | 3 874 (2022)                      | 149                |
| Le Diamant            | 97206      | Diamantinois    | 27,34            | 5 924 (2022)                      | 217                |
| Ducos                 | 97207      | Ducosais        | 37,69            | 17 837 (2022)                     | 473                |
| Le François           | 97210      | Franciscains    | 53,93            | 15 858 (2022)                     | 294                |
| Le Marin              | 97217      | Marinois        | 31,54            | 8 526 (2022)                      | 270                |
| Rivière-Pilote        | 97220      | Pilotins-du-Sud | 35,78            | 11 797 (2022)                     | 330                |
| Saint-Esprit          | 97223      | Spiritains      | 23,46            | 10 422 (2022)                     | 444                |
| Sainte-Anne           | 97226      | Saintanais      | 38,42            | 4 491 (2022)                      | 117                |
| Sainte-Luce           | 97227      | Lucéens         | 28,02            | 9 275 (2022)                      | 331                |
| Les Trois-Îlets       | 97231      | Iléens          | 28,6             | 6 735 (2022)                      | 235                |
| Le Vauclin            | 97232      | Vauclinois      | 39,06            | 8 481 (2022)                      | 217                |

### Démographie
| 1967   | 1974   | 1982   | 1990   | 1999    | 2009    | 2014    | 2020    |
| ------ | ------ | ------ | ------ | ------- | ------- | ------- | ------- |
| 79 627 | 76 742 | 78 329 | 93 345 | 106 818 | 121 698 | 119 693 | 114 520 |

## Administration

### Siège
Le siège de la Communauté d'agglomération de l'espace sud de la Martinique est situé à Rivière-Salée,.

### Élus
Le conseil communautaire de la communauté d'agglomération se compose de 49 conseillers, représentant chacune des communes membres et élus pour une durée de six ans.
Ils sont répartis comme suit :
| Nombre de conseillers | Communes                                                     |
| --------------------- | ------------------------------------------------------------ |
| 6                     | Ducos, Le François, Rivière-Pilote, Rivière-Salée            |
| 4                     | Le Marin, Saint-Esprit, Sainte-Luce (Martinique), Le Vauclin |
| 3                     | Les Trois-Îlets                                              |
| 2                     | Les Anses-d'Arlet, Le Diamant, Sainte-Anne                   |

À la suite des élections municipales de 2020 en Martinique, le conseil communautaire du 17 juillet 2020 a élu son président, André Lesueur, maire de Rivière-Salée, ainsi que ses 11 vice-présidents et 4 conseillers délégués.

### Liste des présidents
| Période          | Période         | Identité           | Étiquette | Qualité                               |
| ---------------- | --------------- | ------------------ | --------- | ------------------------------------- |
| 30 décembre 2004 | 17 avril 2008   | Arnaud René-Corail | DVG       | Maire des Trois-Îlets (depuis 1989)   |
| 17 avril 2008    | 17 juillet 2020 | Eugène Larcher     | RDM       | Maire des Anses-d’Arlet (depuis 2000) |
| 17 juillet 2020  | en cours        | André Lesueur      | FMP       | Maire de Rivière-Salée (depuis 1989)  |

### Compétences
Compétences obligatoires :
- Développement économique
- Aménagement de l’espace communautaire (y compris transports urbains)
- Politique de l’habitat
- Politique de la ville

Compétences optionnelles :
- Voirie d’intérêt communautaire
- Lutte contre la pollution et gestion de déchets
- Équipements culturels et sportifs d’intérêt communautaire

Compétences facultatives :
- Développement social
- Études pour la mise en œuvre de l’instruction intercommunale des permis de construire

### Régime fiscal et budget
Le régime fiscal de la communauté d'agglomération est la fiscalité professionnelle unique (FPU).